# Americano (dal)
Az Americano Lady Gaga amerikai énekesnő dala, amely 2011-es második stúdióalbumán, a Born This Way-en jelent meg. A szám dalszerzését és produceri munkáját Gaga DJ White Shadow-val, Fernando Garibay-jel és Brian Lee-vel közösen végezte. Az Americano inspirációját többek között a vitatott California Proposition 8 eltörlése körüli események adták – ez a népszavazási javaslat a házasságot kizárólag különnemű párok közötti kapcsolatra korlátozta, így állami szinten megtiltotta és érvénytelenítette az azonos neműek házasságát. Emellett a mexikói bevándorlók egyre súlyosbodó helyzete is hatással volt a dal születésére. Zeneileg a szám ötvözi a mariachi, a house és a techno stílusjegyeit latin zenei elemekkel. A dalban Gaga egy nő iránti vágyódását és érzelmeit énekli meg.
Az Americano vegyes kritikai fogadtatásban részesült; az Egyesült Államokban a Dance/Electronic Digital Songs listán a 17. helyig jutott, míg Dél-Koreában a Gaon International Download Charton a 98. helyen szerepelt. Gaga először 2011. május 3-án, a Monster Ball turnéja guadalajarai (Mexikó) állomásán adta elő élőben a dalt. Később a Born This Way Ball turnén (2012–2013) is szerepelt az előadott dalok listáján, ahol egy mesterséges húsruha-replikát viselt, amely a hírhedtté vált eredeti öltözékére utalt. A dal elhangzik továbbá a DreamWorks Animation 2011-es filmje, a Csizmás, a kandúr végén is.

## Dalszerzés és elkészítés

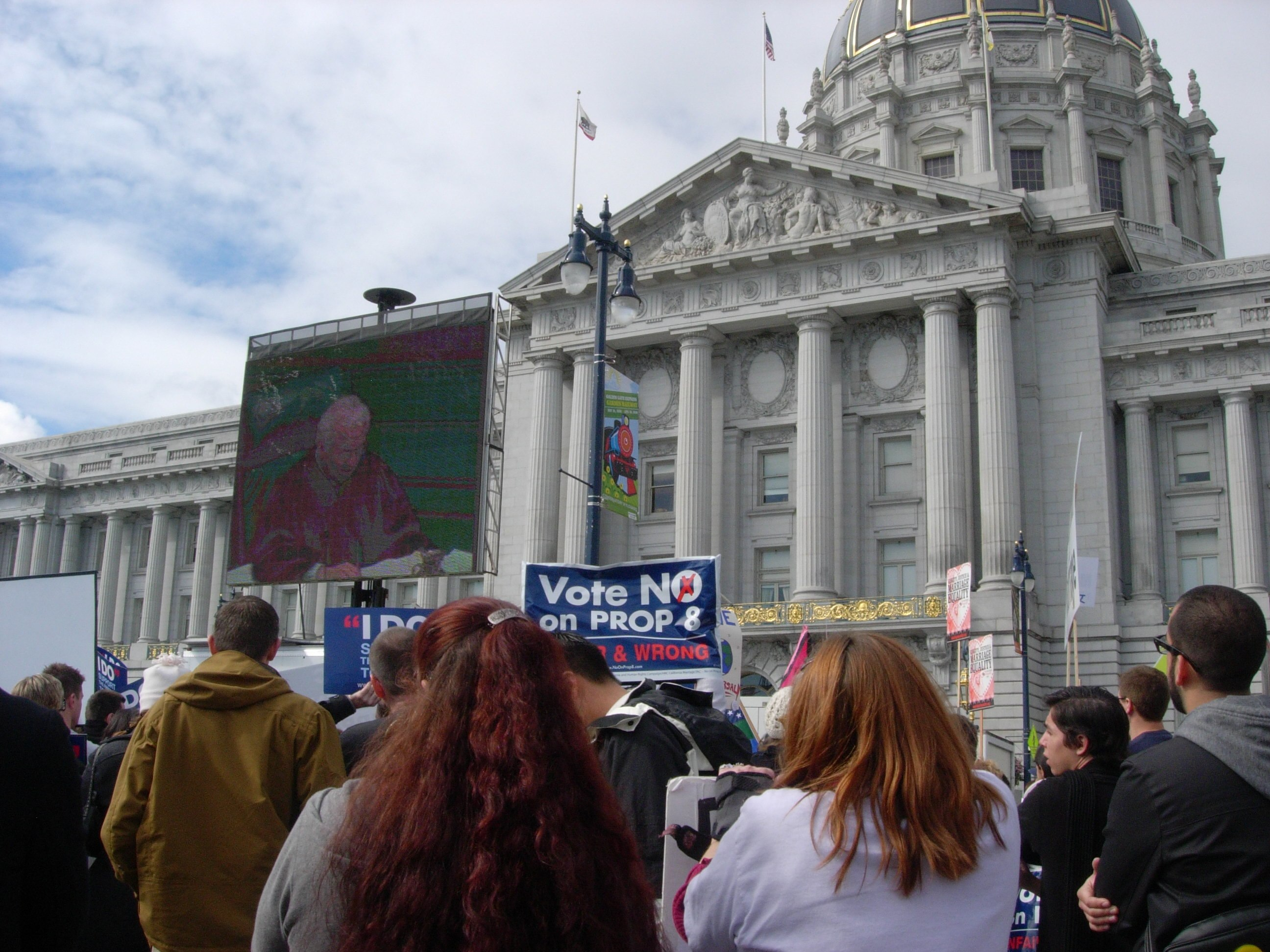
A California Proposition 8 népszavazási kezdeményezés adta az ihletet a dalhoz.

Amikor Lady Gaga a The Monster Ball Tour (2009–2011) turné keretében Mexikóban lépett fel, bejelentette a Born This Way című második stúdióalbumáról az Americano című számot. Az Americanót a vitatott California Proposition 8 eltörlését övező események inspirálták. Ez a javaslat – amelyet 2008 novemberében fogadtak el a kaliforniai állami választások során – egy népszavazási kezdeményezés és alkotmánymódosítás volt, amelyet az azonos neműek házassága ellenzői hoztak létre, s amely ennek megfelelően megtiltotta és érvénytelenítette az ilyen házasságokat az egész államban. Az indítvány összefüggésbe hozható volt a mexikói bevándorlók egyre súlyosabb küzdelmeivel is.
Gaga korábban már kísérletezett latin zenei hangzással a The Fame Monster (2009) című kiadványán található Alejandro című dalban, de az Americanóval új irányba vitte a zenei megközelítést. A szám egyik producere, Fernando Garibay egy interjúban elmondta, hogy az ihletet a 2010 augusztusában történt események adták, amikor Kaliforniában hatályon kívül helyezték a Proposition 8-et. Közvetlen inspirációt jelentett az énekesnő számára emellett a mexikói bevándorlók Egyesült Államokbeli nehézségei is. Még a Twitter-oldalán is megosztotta gondolatait a bírósági döntésről, és jelezte, hogy nagyjából ekkortájt írta meg az Americanót. Garibay gitáron kezdett kísérletezni különféle hangzásokkal, miközben Gaga zongorán játszott – így született meg a dal.

## Felvételek és kompozíció

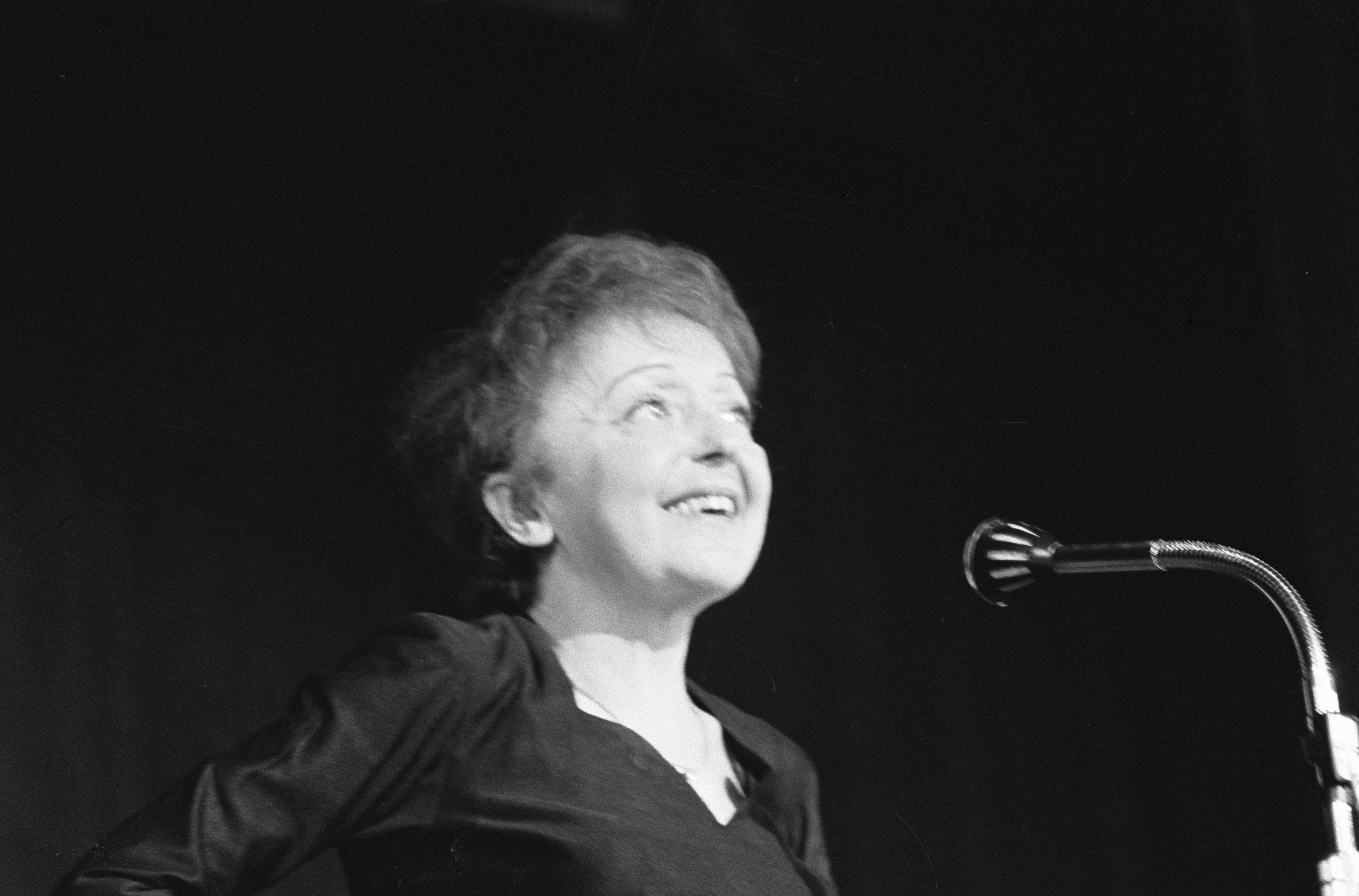
Édith Piaf francia sanzonénekesnő hatással volt a dal kompozíciójára.

A dalszerzéshez és a produceri munkához Lady Gaga Fernando Garibay és DJ White Shadow segítségét vette igénybe. Ez volt hármójuk első közös munkája. A szám F harmonikus moll hangnemben íródott, szabad tempójú, 72-es percenkénti leütésszámmal. Gaga énektartománya E3-tól D♭5-ig terjed, a dal akkordmenete pedig az Fm–B♭m6/C–C7 progressziót követi. Az Americano stílusát tekintve egy mariachi, house és techno elemeket ötvöző szám, latin zenei hatásokkal. A hangszerelésben szerepet kap a flamencogitár, a kasztanyetta, „diszkóra készült” alapritmusok, rézfúvós hangszerek, klasszikus hegedű és rave stílusú basszusvonal. A dal elején felcsendül a Mambo Italiano című szám motívuma is.
Szövegében a Proposition 8 népszavazási javaslattal és a bevándorlási törvényekkel foglalkozik, mindezt olyan popdal formájában, amely Judy Garland munkásságát idézi. Gaga egy interjúban arról beszélt, hogy a dal megalkotásában Édith Piaf sanzonjainak hatása is közrejátszott. Az énekesnő célja az volt, hogy „nagyot alkosson” – ennek érdekében olyan stílusokat vont be, mint a mariachi és különböző latin ütőhangszeres elemek. Kifejezetten szembe akart menni azzal a zeneipari előítélettel, miszerint a latin zene „kissé giccses”; ezért az Americano teljes mértékben mexikói zenei formát öltött. A dal teátrális, játékos hangvétele utalásként értelmezhető a Santa Esmeralda-féle, diszkó stílusban újragondolt Don’t Let Me Be Misunderstood (1964) című feldolgozásra is. A dalszövegben egy Mexikóban kötött, leszbikus témájú házasságra történik utalás, a bevándorlást támogató üzenetet pedig egy Kaliforniában játszódó szerelmi történeten keresztül közvetíti.

## Fogadtatás
A dal vegyes fogadtatásban részesült a zenei kritikusok részéről. Dan Martin az NME-től pozitívan nyilatkozott róla, és úgy vélte, hogy a kétnyelvű szöveg, valamint a túlzottan stilizált hangszerelés éppen Gaga javára vált – szerinte ez az egyik legjobb munkája. Jody Rosen a Rolling Stone-nál mulatságosnak találta az Americanót, és úgy jellemezte, mint „a leginkább camp dal Gagától, amit valaha kiadott”. 2011-es Lady Gaga-dalkatalógus rangsorukban a Rolling Stone a 18. helyre sorolta az Americanót, és így jellemezte: „Minden idők legnagyszerűbb angol–latin leszbikus házasságtörténete, diszkó-kabaré ütemre komponálva.” Keri Mason a Billboardtól úgy látta, hogy a dal Gaga kísérlete arra, hogy megismételje az Alejandro slágerlistás sikereit. Ian White a BBC Music kritikájában a zenés színház elemeit vélte felfedezni az Americano futurisztikus kompozíciójában. A Vulture, a New York Magazine online blogja szerint az Americano első hallásra zavarba ejtő, szinte szédítő élményt nyújt, de „a vihar közepén ott van benne a gyengédség is”. Craig Jen, a Prefixmag kritikusa szerint a „latin hatású” szerzemény gyengébben sikerült, mint Gaga korábbi, hasonló hangulatú dala, az Alejandro.
Az Americano 2011. június 11-én a 17. helyen debütált a Billboard Dance/Electronic Digital Songs listán, ami egyben a csúcspozíciója is lett. Öt hétig maradt a listán. A dél-koreai Gaon International Downloads listán az Americano a 98. helyen nyitott – ugyanazon a héten, amikor a Born This Way album megjelent az országban – 4434 letöltéssel.

## Élő előadások és médiamegjelenések

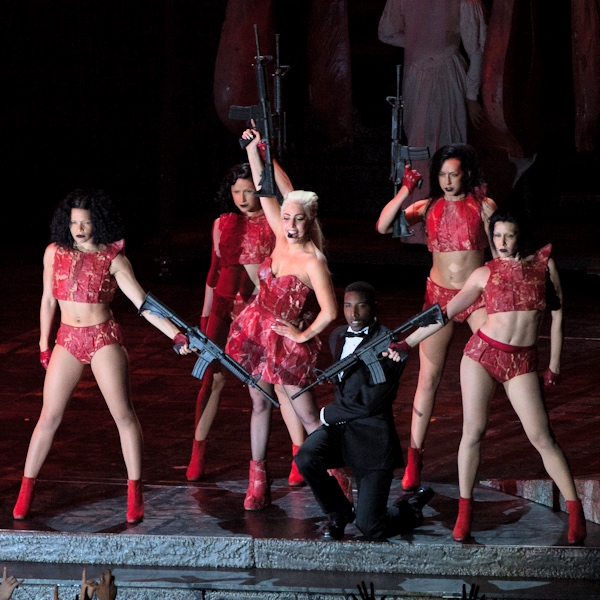
Gaga és táncosai az Americano előadása közben a Born This Way Ball turnén. A koncertek során az énekesnő a híres „húsruhájának” mesterségesen újraalkotott változatát viselte.

Gaga először 2011. május 3-án, a mexikói Guadalajarában adta elő élőben az Americanót, az The Monster Ball Tour keretében, akusztikus változatban. Később a Born This Way Ball turné (2012–2013) műsorába is beemelte a dalt. Az előadás során az énekesnő a hírhedt húsruhája újraalkotott változatát viselte, miközben álhúscafatok lógtak körülötte a színpadon. Gagát félmeztelen táncosai vették körbe, a jelenet pedig egy esküvőt ábrázolt – hosszabb spanyol gitárbevezetéssel.  Gaga a húspulton jelent meg menyasszonyként húsruhában, az előadás végén pedig a színpadon lelövi a „férjét”. Gaga öltözéke és a színpadon megjelenő emberméretű húsdaráló használata a nők társadalmi megítélését és tárgyiasítását szimbolizálja. A performansz tisztelgés volt a Hustler magazin 1978-as címlapja előtt, amelyen egy nő meztelen alsóteste látható, amint egy húsdarálóból kandikál ki. Gaga maga is utalt erre a címlapra, és így fogalmazott: „1970-ben már azt mondták, hogy a nőket nem lehet többé húsként kezelni – és mégis, pontosan úgy bánunk velük.” 2024-ben Gaga egy dzsesszesített változatban is előadta az Americanót Jazz & Piano címet viselő Las Vegas-i rezidenciakoncertjén. Ekkor adta elő 2013 óta először a dalt.
Az amerikai televíziós sorozat, a Glee – Sztárok leszünk! is feldolgozta a dalt Az új díva (The New Rachel) című epizódjában. A számot Kate Hudson adta elő, Jennifer Lopez Dance Again című dalával összeolvasztott mashup formában. A jelenetben Hudson egy tánctanárt alakít, aki koreografált mozdulatokat tanít a mashupra. Ez a változat önálló kislemezként is megjelent az iTunes Store-ban. 2011-ben az Americano felcsendült a Csizmás, a kandúr című animációs film előzetesében valamint a stáblista alatt is hallható volt.

## Közreműködők
A közreműködők listája a Born This Way CD füzetében szereplő információk alapján.
- Lady Gaga – ének, dalszerző, producer, háttérének
- Fernando Garibay – dalszerző, producer, háttérének, zenei programozás, hangszerelés, gitár, billentyűs hangszerek
- DJ White Shadow – dalszerző, producer, zenei programozás
- Cheche Alara – dalszerző, hangszerelés
- Mario Hernandez – guitarrón és vihuela
- Stephanie Amaro – gitár
- Andy Abad – requinto
- Suemy Gonzalez & Julio Hernandez – hegedű
- Harry Kim – trombita
- Jorge Alvarez – további háttérének
- David Gomez – további háttérének
- Carlos Murguia – további háttérének
- Dave Russell – hangfelvétel (Studio Bus); hangkeverés (The Mix Room, Burbank, Kalifornia)
- Rafa Sardinia – további felvétel (The Mix Room, Burbank, Kalifornia); további keverés
- Gene Grimaldi – maszterelés (Oasis Mastering, Burbank, Kalifornia)
- Paul Pavao – asszisztens

## Slágerlistás helyezések
| Lista (2011)                                  | Legjobb helyezés |
| --------------------------------------------- | ---------------- |
| Dél-Korea International Downloads (GAON)      | 98               |
| US Dance/Electronic Digital Songs (Billboard) | 17               |

## Fordítás
- Ez a szócikk részben vagy egészben  az   Americano (song) című angol Wikipédia-szócikk fordításán alapul.  Az eredeti cikk szerkesztőit annak laptörténete sorolja fel. Ez a jelzés csupán a megfogalmazás eredetét és a szerzői jogokat jelzi, nem szolgál a cikkben szereplő információk forrásmegjelöléseként.